# Nurlan Äubäkirow

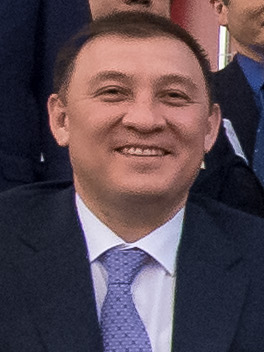
Nurlan Äubäkirow

Nurlan Jerikbajuly Äubäkirow (kasachisch Нұрлан Ерікбайұлы Әубәкіров, russisch Нурлан Ерикбаевич Аубакиров; * 29. Dezember 1975 in Karaganda, Kasachische SSR) ist ein kasachischer Politiker.

## Leben
Nurlan Äubäkirow wurde 1975 in Karaganda geboren. 1997 erlangte er einen Abschluss an der Staatlichen Universität Qaraghandy in Wirtschaftswissenschaften. Drei Jahre später kam ein weiterer Abschluss an der Kasachischen Humanitären Universität in Rechtswissenschaften hinzu.
Von Oktober 1997 bis Juli 1998 arbeitete er für die Karagandinskogo bjudschetnogo banka. Anschließend war er zwischen 1998 und 2000 im kasachischen Finanzministerium tätig, bevor er in der Regionalverwaltung des Gebietes Qaraghandy verschiedene Positionen durchlief.
Von Mai 2005 bis Juli 2006 arbeitete er in der Verwaltung des Stadtbezirkes Qasybek Bi der Stadt Qaraghandy. Von 2006 bis 2007 war er Leiter der Abteilung für Wohnungs- und Kommunalwirtschaft, Personenbeförderung und Autobahnen von Qaraghandy. Im Dezember 2007 bekam er eine Stelle in der Verwaltung des Gebietes Qaraghandy. Von April 2009 an war Äubäkirow dann Äkim (Bürgermeister) des Stadtbezirkes Qasybek Bi in Qaraghandy. Nach etwas mehr als einem Jahr verließ er diese Position bereits, da er zum stellvertretenden Bürgermeister von Qaraghandy ernannt wurde. Zwischen Juli 2011 und Mai 2012 bekleidete er die Position des Bürgermeisters des Stadtbezirkes Oktjabr in Qaraghandy. Anschließend verließ er seine Heimatstadt, da er am 29. Mai 2012 zum Äkim der Stadt Balqasch ernannt wurde. Von 2014 bis 2020 fungierte er als Bürgermeister (Äubäkirow Äkim) von Qaraghandy. Sein Nachfolger ist Jermaghanbet Bölekpajew.